# Рі Чжун Іл
Рі Чжун Іл (кор. 리준일, 李準一; народився 24 серпня 1987; Кесон, КНДР) — північнокорейський футболіст, захисник клубу «Собексу» та національної збірної Корейської Народно-Демократичної Республіки.

## Титули і досягнення
- Переможець Юнацького (U-19) кубка Азії: 2006